# Balitora annamitica
Balitora annamitica е вид лъчеперка от семейство Balitoridae. Видът не е застрашен от изчезване.

## Разпространение
Разпространен е в Камбоджа, Лаос и Тайланд.

## Описание
На дължина достигат до 12 cm.